# Роберт Джордж Гаррінґтон
Роберт Джордж Гаррінґтон (3 грудня 1904  — 15 червня 1987 ) — американський астроном, який працював у Паломарській обсерваторії.
Він самостійно чи спільно з іншими відкрив низку комет, зокрема періодичні комети 43P/Вольфа — Гаррінґтона, 51P/Гаррінґтона (відкрита у 1953 році), 52P/Гаррінґтона – Ейбелла (відкрита спільно з Джорджем Огденом Ейбеллом у 1955 році) та комету/астероїд 107P/Вілсона — Гаррінґтона, яку він і Альберт Вілсон виявили в 1949 році і яка була перевідкрита Елеанор Френсіс Гелін як астероїд у 1979 році.
Гаррінґтон спільно з Фріцом Цвікі відкрив кулясте скупчення Паломар 12.
Астероїд 3216 Гаррінґтон названий не на честь Роберта Джорджа Гаррінґтона, а на честь Роберта Саттона Гаррінґтона. Ім'я Гаррінґтона носить комета/астероїд 107P/Вілсон — Гаррінґтон.